# Al-Nu'man ibn al-Mundhir ibn Ma' al-Sama'
Al-Nuʿmān III ibn al-Mundhir, traslitterato anche al-Na'aman, Nu'aman e Noman, spesso ricordato come Abū Qābūs (in arabo النعمان ابن المنذر بن امريء القيس اللخمي‎?; ... – Ctesifonte, VII secolo), è stato l'ultimo re lakhmide di al-Hira (582 – ca. 609) e un Arabo cristiano nestoriano.
Fu figlio di al-Mundhir IV ibn al-Mundhir e di una schiava di nome Salma o Sulma. Succedette al padre nel 580. In varie storie arabe è ricordato come patrono di poeti e anche per la sua fede cristiana.
Secondo gli Arabi, egli aiutò lo Shahanshah sasanide Khosrau II nel 581 durante la sua fuga per sfuggire all'usurpatore Bahram Chobin. Ciò nonostante, secondo fonti giudicate relativamente attendibili, quando Khosrau II chiese in moglie al cristiano al-Nu'man la figlia, per farla entrare nel suo harem, egli rifiutò e, per tutta risposta, il sovrano persiano lo avrebbe fatto schiacciare da un elefante del suo esercito. Tuttavia, secondo una fonte siriaca, Khosrau avrebbe invitato a un festino al-Nu'man dove questi sarebbe stato disonorato e catturato. Un'altra cronaca siriaca afferma invece che Khosrow avrebbe catturato al-Nu'man coi suoi figli, che poi sarebbero stati avvelenati. Questa fu la scintilla che portò alla Battaglia di Dhu Qar, che si concluse con un'inattesa squillante vittoria degli Arabi sui Persiani, la prima di una serie che avrebbe caratterizzato pochi decenni più tardi la vittoria non meno inattesa degli Arabi musulmani ai danni dei Persiani e la conquista delle regioni occidentali dell'Impero sasanide.
Il suo destino, dopo il suo arrivo a Ctesifonte, è oggetto di discussione anche nelle fonti contemporanee. Sarebbe stato infatti per alcuni immediatamente giustiziato, mentre altri propendono per un imprigionamento seguito dopo un certo tempo dall'esecuzione. Nel 609 era comunque sicuramente morto e Iyas, già suo antico amico, fu insediato sul trono lakhmide al suo posto (decretando così la fine alla dinastia), sebbene il figlio di al-Nuʿmān, al-Mundhir, tentasse di dar nuovamente vita al regno durante la Guerra della ridda e governasse la regione del Bahrein per un breve periodo di otto mesi, fino alla sua definitiva conquista. da parte dei musulmani di Medina.